# Laâyoune-Boujdour-Sakia El Hamra
Laâyoune-Boujdour-Sakia El Hamra (arabisch العيون بوجدور الساقية الحمراء, Tamazight: ⵍⵄⵢⵓⵏ ⴱⵓⵊⴹⵓⵕ ⵜⴰⵔⴳⴰ ⵜⴰⵣⴳⴳⵡⴰⵖⵜ) war bis zur Verwaltungsreform von 2015 eine administrative Region im Süden Marokkos. Sie hatte ca. 299.000 Einwohner (Schätzung 2009); die Hauptstadt war El Aaiún (Laayoune).
Die Region bestand aus folgenden Provinzen:
- Boujdour
- Laâyoune
- Tarfaya.

Bis auf die nördlichste Spitze der Provinz Tarfaya lag die Region auf dem Gebiet der Westsahara.
Seit 2015 gehören alle drei Provinzen zur marokkanischen Region Laâyoune-Sakia El Hamra.